# Butoraj
Butoraj – wieś w Słowenii, w gminie Črnomelj. W 2018 roku liczyła 116 mieszkańców.